# (2387) Xi’an
(2387) Xi’an – planetoida z grupy pasa głównego asteroid okrążająca Słońce w ciągu 5 lat i 94 dni w średniej odległości 3,02 au. Została odkryta 17 marca 1975 roku w Obserwatorium Astronomicznym Zijinshan w Nankinie. Nazwa planetoidy pochodzi od chińskiego miasta Xi’an. Przed jej nadaniem planetoida nosiła oznaczenie tymczasowe (2387) 1975 FX.